# Oreo
Oreo és un tipus de galeta creada per la companyia nord-americana Mondelēz International, caracteritzada per estar constituïda per dues galetes circulars unides per un dolç cremós, formant un "sandvitx". Les oreos originals eren de galeta de xocolata negra forta i crema de vainilla, encara que en l'actualitat hi ha multitud de varietats, mantenint l'estil bàsic de disseny i preparació.
D'acord amb Kraft Foods Company, és considerada com una de les galetes més venudes als Estats Units i diferents parts del món. El març de 2012, la revista Time va informar que Oreos estaven disponibles a més de 100 països diferents, on els Estats Units, la Xina, Veneçuela, Canadà i Indonèsia completen els 5 primers països en termes de vendes.

## Història
La "Oreo Biscuit" va ser creada a Chelsea, Manhattan, Nova York l'any 1912 per la National Biscuit Company (avui conegut com a Nabisco), i introduïda al mercat el mateix any. En l'actualitat, aquest mateix bloc de l'Avinguda on es va crear es coneix com a "Camí Oreo" .
La primera Oreo va ser venuda el 6 de març de 1912 a un botiguer a Hoboken, Nova Jersey. I, una setmana més tard, el 14 de març, va ser registrat per primera vegada el nom Oreo.
Va ser llançat com una imitació de la galeta de la competència, Hydrox, que va ser introduïda en 1908, i produïda per Sunshine company, que després d'haver registrat pèrdues de mercat davant Oreo, va ser retirada al 1996. El disseny original de la galeta va comptar amb una corona de flors al voltant de la vora de la galeta i el nom "OREO" al centre.
El modern disseny d'Oreo va ser desenvolupat el 1952 per William A. Turnia. Consisteix en dues galetes circulars de xocolata amb un dolç farcit blanc (normalment anomenat "crema", encara que tècnicament no ho és) aixafat entre aquestes. Originalment, les galetes eren força grans, un aspecte que explica el seu nom ("turó" en grec).

## Producció
D'acord amb un comunicat de Kim McMiller, director associat de Relacions amb el Consumidor, per fer les galetes Oreo s'utilitza un procés de dues etapes .
Gran part de la producció de la Oreo actual es realitza a la fàbrica de Kraft/Nabisco a Richmond, Virginia, a més de tenir plantes a Nova Jersey, Chicago i Oregon.
També produeix en una planta a Mèxic, on la construcció de quatre noves línies de producció substituirien nou línies de producció més velles en la instal·lació de Chicago, que seguirà en funcionament.
Les galetes Oreo per als mercats asiàtics es fabriquen a Indonèsia, l'Índia i la Xina, a excepció del Japó, on Oreo va ser fabricat localment sota la marca "Yamazaki-Nabisco". Les galetes Oreo per a Europa es fabriquen a Espanya ia Ucraïna per als consumidors en diversos països de la CEI.
Les galetes Oreo venudes a Austràlia es fabriquen a Indonèsia (anteriorment en la Xina) o Espanya, segons el gust.
La versió canadenca produïda (venut sota la marca de la Christie) inclou l'oli de coco i es ven només en aquesta regió.
La fabricació de galetes Oreo al Pakistan va començar a principis de 2014 a la planta de producció de galetes Continental Limited a Sukkur, en col·laboració amb Mondelēz International del Regne Unit i Continental Biscuits Limited del Pakistan.
Per 2015 també s'iniciaria la producció d'aquestes galetes a Rússia, les instal·lacions queden en Vladimir i Nóvgorod.
Les galetes Oreo per als mercats llatinoamericans es fabrica a Perú, tenint una gran distribució en països llatinoamericans